# Farrah Fawcett

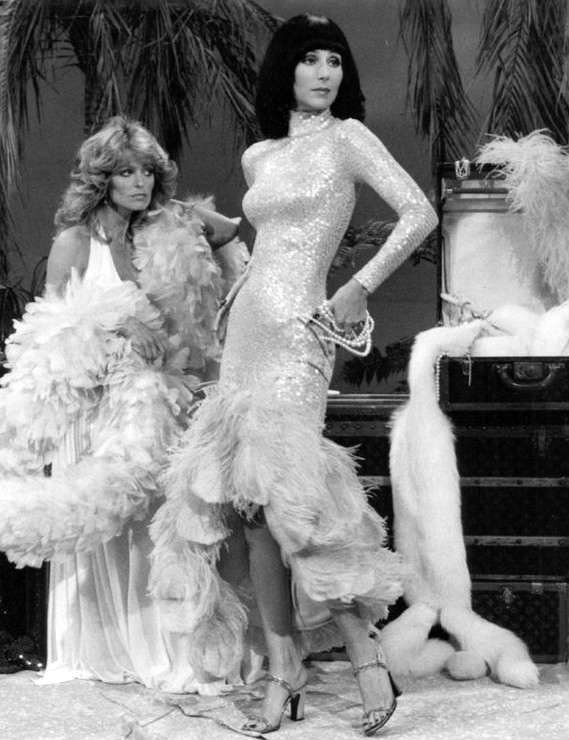
Farrah Fawcett și Cher

Mary Farrah Leni Fawcett (n. 2 februarie 1947 - d. 25 iunie 2009) a fost o actriță americană. A devenit cunoscută prin filmul serial Îngerii lui Charlie (1976). A fost și un sex-simbol, coafura ei fiind copiată de milioane de femei.